# Диомед (царь бистонов)
Диомед (др.-греч. Διομήδης) — персонаж древнегреческой мифологии, сын бога войны Ареса и царь фракийского племени бистонов. Владел конями-людоедами, которым скармливал чужеземцев. Микенский царь Еврисфей поручил Гераклу привести этих лошадей к его двору. Существует несколько версий мифа о том, каким образом Геракл совершил свой восьмой подвиг и заполучил коней Диомеда; по самой распространённой из них, Геракл победил Диомеда в бою и отдал его тело на съедение лошадям.
В античную эпоху изображения Диомеда хранились в ряде культовых мест Эллады. В науке существует гипотеза об изначальном тождестве Диомеда Фракийского с Диомедом Тидидом, царём Аргоса.

## В мифологии
Согласно Псевдо-Аполлодору, Диодору Сицилийскому и Псевдо-Гигину, Диомед был сыном бога войны Ареса и Кирены — дочери царя лапифов Гипсея или речного бога Пенея, которая по наиболее популярной версии мифа родила ещё и Аристея от Аполлона. Помпоний Мела сообщает, что у Диомеда была сестра, именем которой был назван основанный царём город Абдеры (другая версия мифа называет эпонимом Абдера, а основателем Геракла). Диомед правил воинственным племенем бистонов во Фракии. В его конюшнях жили четыре свирепых коня — Подарг, Лампон, Ксанф и Дин, привязанные к стойлу медными цепями. Питались эти кони мясом чужеземцев, которым не посчастливилось попасть во владения Диомеда.
Античные авторы упоминают Диомеда почти исключительно в связи с восьмым подвигом Геракла. Царь Микен Еврисфей дал Гераклу задание привести этих коней к нему; тот вместе с добровольцами отплыл во Фракию. Дальнейшие события описываются по-разному. Согласно Еврипиду, Геракл нашёл коней в поле, обуздал их и привёл в Микены. Псевдо-Аполлодор пишет, что Геракл перебил охранников конюшен и повёл коней к кораблю, но Диомед с войском пустился в погоню. Произошло сражение, в котором бистоны были разбиты, а их царь погиб. По данным Диодора Сицилийского, Диомед попал в сражении в плен и был скормлен собственным лошадям. Наконец, Страбон сообщает, что Геракл, убедившись в численном превосходстве бистонов, нашёл другой способ борьбы. Народ Диомеда жил на равнине вокруг города Тирида, находящейся ниже уровня моря; Геракл прокопал канал, и морская вода затопила земли бистонов, так что на месте равнины образовалось Бистонское озеро. После этого фракийцы были разбиты.
Античные писатели пытались найти историческую подоплёку внешне невероятных мифологических историй. Согласно версии Палефата, Диомед так заботился о своих конях, что растратил всё имущество на их пропитание; тогда близкие к нему люди и назвали этих лошадей «людоедами». В комедии Аристофана «Женщины в народном собрании» встречается понятие «Диомедово насилие» — насилие женщины по отношению к мужчине. Схолиасты в связи с этим пишут, что кони Диомеда — это на самом деле его дочери, которые по приказу отца с помощью любовных утех доводили мужчин до смерти.
Дворец Диомеда у Бистонского озера, называвшийся «Картеро Коме» («крепкое селение») показывали путникам ещё во времена Страбона.

## В исследованиях учёных

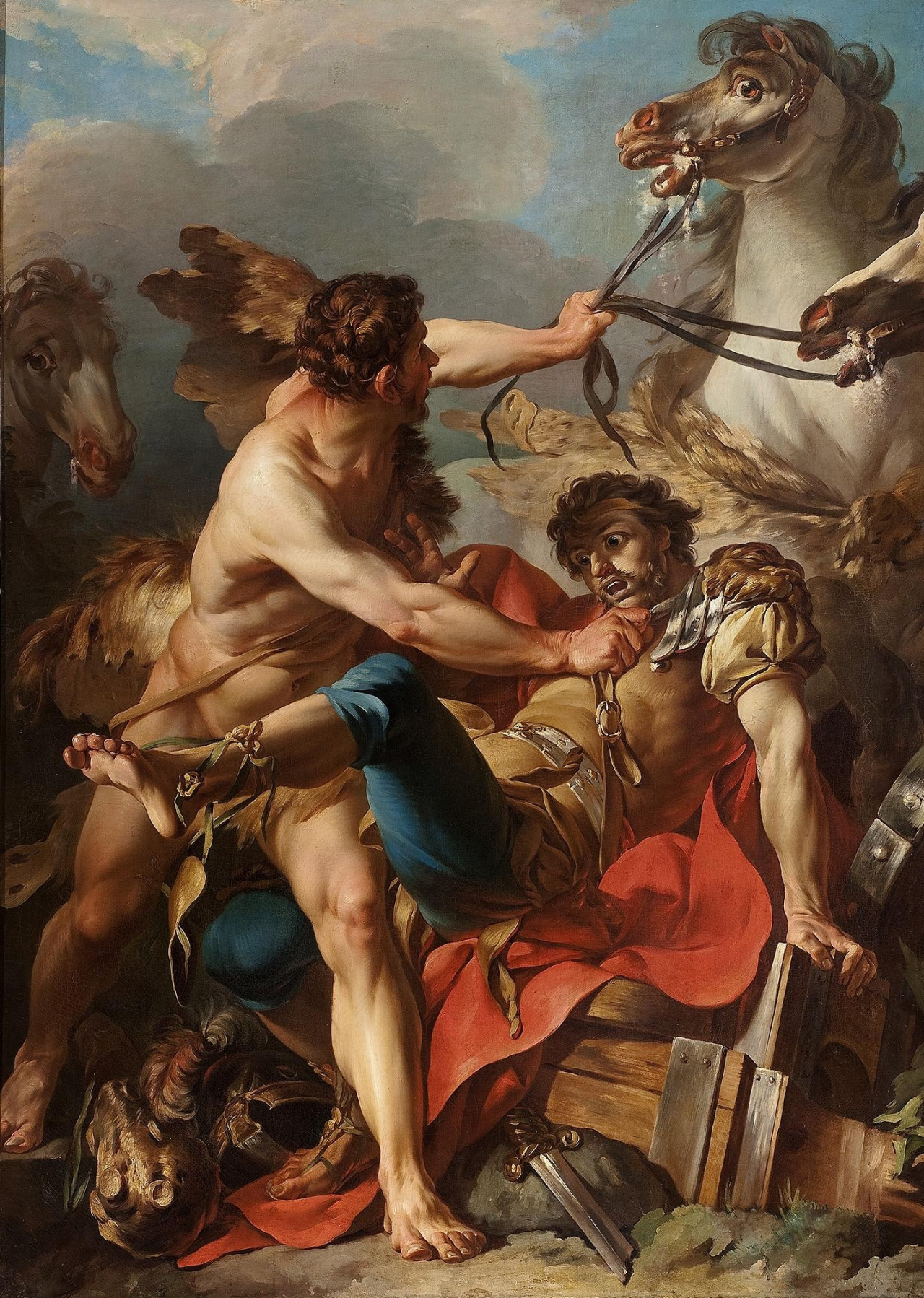
Жан-Батист-Мари Пьер «Диомед, убитый Геркулесом и поедаемый конями» 1752 год. Музей Фабра, Монпелье

Существует предположение о том, что на раннем этапе Диомед Фракийский и царь Аргоса из династии Биантидов Диомед Тидид были одним мифологическим персонажем, который впоследствии разделился на два. Это обосновывается, помимо тождества имён, тем фактом, что оба Диомеда связаны с конскими культами и человеческими жертвоприношениями. Согласно другим гипотезам, Диомед изначально был богом и со временем превратился в героя или считался царём зимы и бури, с которыми у греков отождествлялась Фракия. При этом в эпизоде с основанием города Абдеры этот варварский царь выступает как типичный носитель эллинской культуры.

## В искусстве
Миф о Диомеде стал довольно популярной темой в античном изобразительном искусстве. Этот сюжет разрабатывал Батикл из Магнесии в рельефе на троне Аполлона в Амиклах (VI век до н. э.); в храме Зевса в Олимпии над передними дверями была изображена расправа Геракла над Диомедом (V век до н. э.); в храме Геракла в Фивах Пракситель изобразил «большинство подвигов Геракла», в том числе, по-видимому, и восьмой подвиг (IV век до н. э.). Страбон упоминает произведение Лисиппа «Подвиги Геракла», хранившееся в акарнанской Ализии «в запустении», но увезённое одним из римских полководцев в Рим. Ещё одно изображение Диомеда существовало в Тесейоне в Афинах, на одной из метоп по восточной стороне. 
В европейском изобразительном искусстве Нового времени нашла отображение версия мифа о том, что Диомеда съели его собственные кони. К картинам на эту тему относятся «Диомед, пожираемый своими конями» Гюстава Моро (1865—1870 годы), «Диомед, убитый Геркулесом и поедаемый конями» Жана-Батиста-Мари Пьера (1752 год) и другие.